# Golden Valley Norwegian Lutheran Church

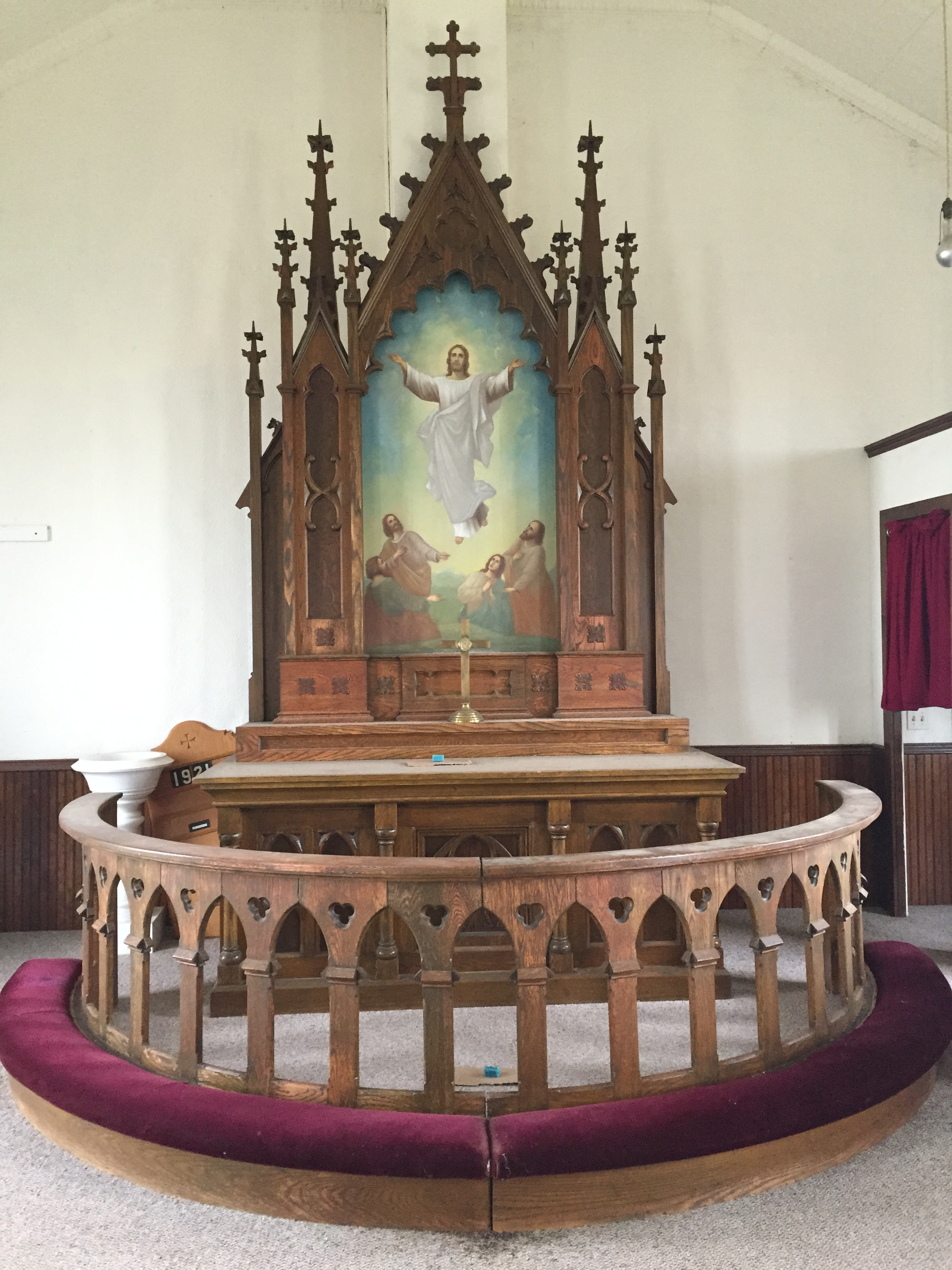
Norwegischer Altar.

Golden Valley Norwegian Lutheran Church ist eine historische norwegische lutherische Kirche in Ralph, South Dakota. Die Kirche wurde um 1921 in einem „Rural Gothic Style“ errichtet und 1987 ins National Register of Historic Places aufgenommen. Die Kirche ist heute in Privatbesitz.

## Architektur
Das Gebäude besteht aus einem einfachen Rahmenbau. Der kleine zweigeschossige Kirchturm im Osten bildet auch den Eingang. Eine Treppe führt zum Eingang hinauf. Daneben befindet sich ein „Outhouse“ (Schuppen). Das Kirchenschiff ist einfach. Der Altar mit norwegischen Schnitzereien zeigt eine Himmelfahrtsszene. Die Abendmahlsschranken sind aus dem gleichen Holz gefertigt wie der Altar.

## Geschichte
Im späten 19. Jahrhundert und in den frühen 1900er Jahren wurde das große Indianerreservat der Lakota verkleinert und für eine Ansiedlung von weißen „Homesteadern“ geöffnet. Die Milwaukee Road Railroad wurde gebaut und viele Homesteaders reisten in das Gebiet im nordwestlichen South Dakota.
Zahlreiche Norweger siedelten sich zwischen 1902 und 1910 an und es gab noch mehrere ethnische Enklaven im Umkreis, unter anderen ukrainische und deutsche Siedlungen. Die Norweger errichteten zunächst ein Kirchengebäude aus Grassoden. Deren Überreste sind am Highway von Reeder, North Dakota, noch zu sehen (ca. 12 miles, 18 km südlich des heutigen Gebäudes an einer Kurve bei Grassy Butte). Als diese erste Kirche verwitterte (became weathered), entschied die norwegische Gemeinde eine neue Kirche zu bauen. Sie wurde 1921 durch freiwillige Arbeit und Spenden der Gemeinde erbaut. Die Kirche war auch das soziale Zentrum der Gemeinschaft und es wurden „Ice Cream Socials“, Aufführungen und Konzerte und Gesangsstunden angeboten.
Als die Farmen immer größer und effizienter wurden, sank die Bevölkerungszahl in der Umgebung der Kirche. In den späten 1960ern hörte die Gemeinde auf zu existieren. Das Gelände, auf dem die Kirche steht, blieb im Besitz der Spenderfamilie. Später wurde das Gelände von Kit und Barbara Johnson erworben und nach dem Tod von Kit verwaltete es Barbara Johnson. Die Familie betreibt die umliegende Farm und es wurde eine Unterstützervereinigung gegründet, die mit Hilfe der Familien Christiansen, Johnson und Howe das Gebäude und den angrenzenden Friedhof erhält.
Die Kirche steht heute einsam auf einem sanften Hang von Grassy Butte mit Panoramablick über die Umgebung. Die Kirche ist gut erhalten und auf dem Friedhof finden sich Gräber der Gründerfamilien.